# Stazione meteorologica di Monte Cimone
La stazione meteorologica di Monte Cimone è la stazione meteorologica di riferimento per il servizio meteorologico dell'Aeronautica Militare e per l'Organizzazione Mondiale della Meteorologia, relativa alla vetta di Monte Cimone e alla corrispondente area montana dell'Appennino Tosco-Emiliano.
Dal 5 settembre 2023, il comando del Centro Aeronautica Militare di Montagna è affidato al tenente colonnello Francesca Marcucci.

## Storia
Una prima stazione meteorologica iniziò la sua attività sul Monte Cimone nel 1882, promossa da Pietro Tacchini, rimanendo in funzione fino al 1928. L'osservatorio originario si presentava come una torre a sezione ottagonale.
Nel 1937 entrò in funzione un'altra stazione dell'Aeronautica Militare, presso l'edificio della caserma che venne terminata durante l'anno precedente. L'attività cessò nel 1940 a causa degli eventi connessi alla seconda guerra mondiale, durante la quale venne completamente distrutto l'osservatorio.
Nel 1945 fu installata una nuova stazione ed entrò in funzione, svolgendo rilevazioni dei dati meteorologici per lo studio del clima della più alta vetta dell'Appennino Settentrionale, oltre all'assistenza alla navigazione aerea.
Per facilitare l'accesso all'osservatorio meteorologico, nel 1954 venne realizzata una galleria all'interno della montagna che poteva già all'epoca essere percorsa da un carrello a traino. La successiva realizzazione della funivia e la possibilità di utilizzare nuovi mezzi per muoversi sulla neve, facilitò notevolmente l'accessibilità al centro meteorologico.

## Caratteristiche

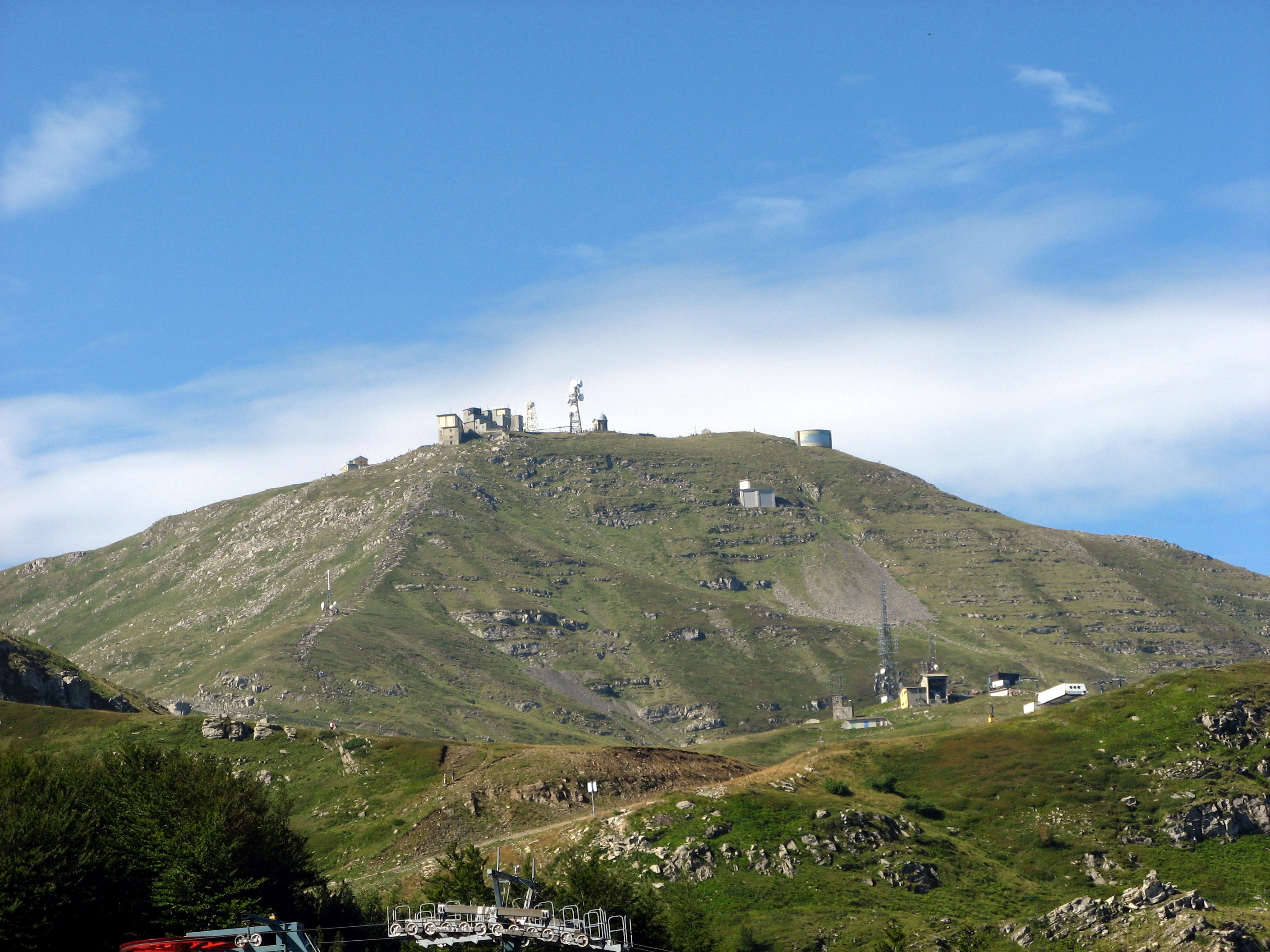
Veduta panoramica dell'area di ubicazione della stazione meteorologica

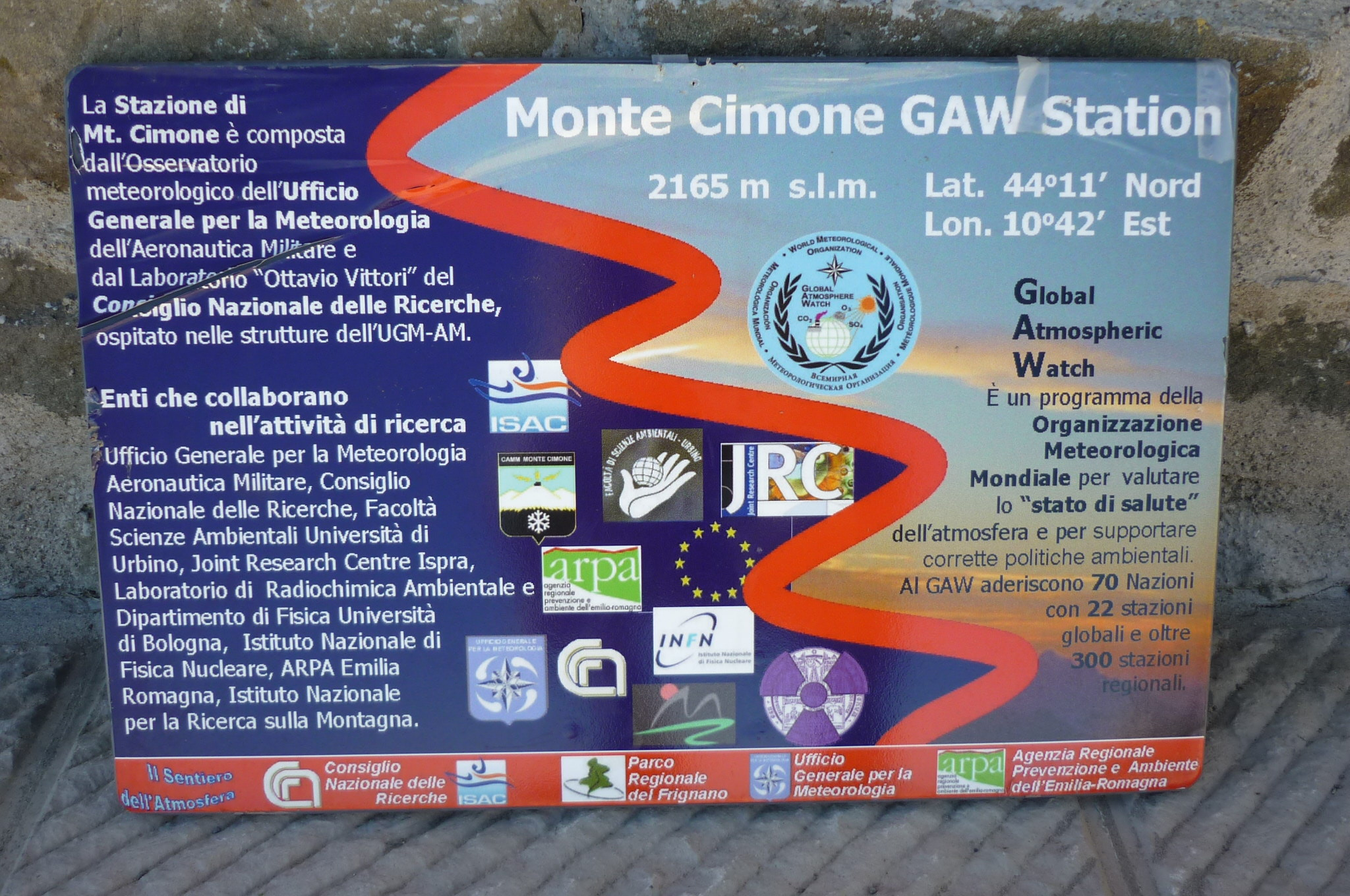
Pannello collocato presso la stazione meteorologica alla conclusione del Sentiero dell'Atmosfera

La stazione meteorologica è situata nell'Italia nord-orientale, in Emilia-Romagna, in provincia di Modena, nel territorio comunale di Fiumalbo (sebbene l'area di supporto logistico "Il Casotto" più a valle sia a cavallo dei comuni di Sestola e Riolunato) a poche decine di metri dalla vetta vera e propria, e alle coordinate geografiche 44°11′36.47″N 10°42′03.23″E.  Quella del Monte Cimone è una delle stazioni meteorologiche ufficiali italiane aderenti al programma Global Climate Observation System della WMO.
La stazione e l'osservatorio meteorologico sono raggiungibili attraverso il sentiero dell'Atmosfera, percorso didattico-ambientale che si articola lungo l'ultimo tratto del segnavia n. 449.

## Medie climatiche ufficiali

### Dati climatologici 1981-2010
In base alle medie climatiche del periodo 1981-2010, la temperatura media del mese più caldo, luglio, si attesta a circa +11,6 °C, mentre la temperatura media del mese più freddo, febbraio, fa registrare il valore di quasi -3,9 °C. Nel trentennio esaminato, la temperatura massima più elevata di +24,0 °C risale al luglio 1983, mentre la temperatura minima più bassa di -22,2 °C è stata registrata nel gennaio 1981. Mediamente si contano annualmente 174,9 giorni di gelo.
Le precipitazioni medie annue si attestano a 769,9 mm, mediamente distribuite in 88 giorni di pioggia, con minimo relativo in primavera e picco massimo in autunno.
| Monte Cimone (1981-2010)        | Mesi         | Mesi         | Mesi         | Mesi         | Mesi        | Mesi        | Mesi        | Mesi        | Mesi        | Mesi         | Mesi         | Mesi         | Stagioni | Stagioni | Stagioni | Stagioni | Anno  |
| Monte Cimone (1981-2010)        | Gen          | Feb          | Mar          | Apr          | Mag         | Giu         | Lug         | Ago         | Set         | Ott          | Nov          | Dic          | Inv      | Pri      | Est      | Aut      | Anno  |
| ------------------------------- | ------------ | ------------ | ------------ | ------------ | ----------- | ----------- | ----------- | ----------- | ----------- | ------------ | ------------ | ------------ | -------- | -------- | -------- | -------- | ----- |
| T. max. media (°C)              | −1,6         | −1,6         | 0,0          | 1,7          | 6,6         | 10,8        | 14,1        | 13,8        | 9,4         | 6,2          | 1,7          | −0,9         | −1,4     | 2,8      | 12,9     | 5,8      | 5,0   |
| T. min. media (°C)              | −5,7         | −6,1         | −4,2         | −2,1         | 2,3         | 6,0         | 9,0         | 9,0         | 5,1         | 2,2          | −2,1         | −4,8         | −5,5     | −1,3     | 8,0      | 1,7      | 0,7   |
| T. max. assoluta (°C)           | 10,6 (1993)  | 11,6 (1990)  | 11,2 (1990)  | 10,8 (2005)  | 19,0 (2009) | 22,0 (2003) | 24,0 (1983) | 22,4 (1998) | 20,2 (2006) | 15,0 (2007)  | 13,2 (1992)  | 10,8 (1987)  | 11,6     | 19,0     | 24,0     | 20,2     | 24,0  |
| T. min. assoluta (°C)           | −22,2 (1981) | −21,0 (1991) | −21,0 (2005) | −13,2 (2003) | −6,4 (1987) | −4,0 (2006) | 0,0 (1981)  | −1,8 (1995) | −3,0 (1995) | −11,2 (1997) | −17,0 (1988) | −20,0 (1996) | −22,2    | −21,0    | −4,0     | −17,0    | −22,2 |
| Giorni di calura (Tmax ≥ 30 °C) | 0            | 0            | 0            | 0            | 0           | 0           | 0           | 0           | 0           | 0            | 0            | 0            | 0        | 0        | 0        | 0        | 0     |
| Giorni di gelo (Tmin ≤ 0 °C)    | 28,8         | 26,3         | 26,6         | 23,2         | 8,2         | 1,8         | 0,1         | 0,2         | 2,3         | 8,2          | 21,1         | 28,1         | 83,2     | 58,0     | 2,1      | 31,6     | 174,9 |
| Precipitazioni (mm)             | 51,2         | 57,1         | 48,0         | 52,1         | 43,9        | 75,2        | 44,8        | 68,3        | 68,0        | 115,6        | 81,2         | 64,5         | 172,8    | 144,0    | 188,3    | 264,8    | 769,9 |
| Giorni di pioggia               | 6            | 6            | 6            | 9            | 8           | 7           | 6           | 7           | 7           | 9            | 9            | 8            | 20       | 23       | 20       | 25       | 88    |

### Dati climatologici 1971-2000
In base alle medie climatiche del periodo 1971-2000, le più recenti in uso, la temperatura media del mese più freddo, febbraio, è di -4,1 °C, mentre quella del mese più caldo, agosto, è di +10,8 °C; mediamente si contano 189,1 giorni di gelo all'anno e zero giorni con temperatura massima uguale o superiore ai +30 °C. I valori estremi di temperatura registrati nel medesimo trentennio sono i -22,2 °C del gennaio 1981 e i +24,0 °C del luglio 1983.
Le precipitazioni medie annue si attestano a 615 mm, mediamente distribuite in 88 giorni di pioggia, con minimo in inverno, picco massimo in autunno e massimo secondario in estate per gli accumuli.
L'umidità relativa media annua fa registrare il valore di 73,2 % con minimi di 69 % a gennaio e a febbraio e massimo di 80 % ad aprile; mediamente si contano 210 giorni di nebbia all'anno.
Di seguito è riportata la tabella con le medie climatiche e i valori massimi e minimi assoluti registrati nel trantennio 1971-2000 e pubblicati nell'Atlante Climatico d'Italia del Servizio Meteorologico dell'Aeronautica Militare relativo al medesimo trentennio.
| Monte Cimone (1971-2000)        | Mesi         | Mesi         | Mesi         | Mesi         | Mesi        | Mesi        | Mesi        | Mesi        | Mesi        | Mesi         | Mesi         | Mesi         | Stagioni | Stagioni | Stagioni | Stagioni | Anno  |
| Monte Cimone (1971-2000)        | Gen          | Feb          | Mar          | Apr          | Mag         | Giu         | Lug         | Ago         | Set         | Ott          | Nov          | Dic          | Inv      | Pri      | Est      | Aut      | Anno  |
| ------------------------------- | ------------ | ------------ | ------------ | ------------ | ----------- | ----------- | ----------- | ----------- | ----------- | ------------ | ------------ | ------------ | -------- | -------- | -------- | -------- | ----- |
| T. max. media (°C)              | −1,7         | −1,9         | −0,4         | 1,1          | 5,7         | 9,7         | 13,3        | 13,3        | 9,5         | 5,8          | 1,5          | −0,4         | −1,3     | 2,1      | 12,1     | 5,6      | 4,6   |
| T. min. media (°C)              | −5,9         | −6,3         | −4,8         | −3,0         | 1,4         | 4,9         | 8,2         | 8,3         | 4,9         | 1,5          | −2,8         | −4,8         | −5,7     | −2,1     | 7,1      | 1,2      | 0,1   |
| T. max. assoluta (°C)           | 10,6 (1993)  | 11,6 (1990)  | 11,2 (1990)  | 10,4 (1992)  | 16,0 (1993) | 19,2 (1998) | 24,0 (1983) | 22,4 (1998) | 21,2 (1975) | 14,8 (1971)  | 13,4 (1979)  | 10,8 (1987)  | 11,6     | 16,0     | 24,0     | 21,2     | 24,0  |
| T. min. assoluta (°C)           | −22,2 (1981) | −21,0 (1991) | −20,8 (1971) | −12,0 (1973) | −7,6 (1976) | −3,4 (1974) | −1,0 (1975) | −1,8 (1995) | −5,8 (1977) | −11,2 (1997) | −17,0 (1988) | −20,0 (1996) | −22,2    | −20,8    | −3,4     | −17,0    | −22,2 |
| Giorni di calura (Tmax ≥ 30 °C) | 0            | 0            | 0            | 0            | 0           | 0           | 0           | 0           | 0           | 0            | 0            | 0            | 0        | 0        | 0        | 0        | 0     |
| Giorni di gelo (Tmin ≤ 0 °C)    | 29,7         | 27,1         | 28,0         | 25,7         | 11,7        | 2,6         | 0,1         | 0,4         | 2,9         | 10,4         | 22,7         | 27,8         | 84,6     | 65,4     | 3,1      | 36,0     | 189,1 |
| Precipitazioni (mm)             | 41,5         | 49,9         | 45,3         | 44,1         | 42,9        | 48,5        | 45,5        | 68,9        | 77,6        | 71,6         | 43,7         | 35,5         | 126,9    | 132,3    | 162,9    | 192,9    | 615,0 |
| Giorni di pioggia               | 7            | 6            | 7            | 8            | 9           | 7           | 6           | 8           | 7           | 9            | 7            | 7            | 20       | 24       | 21       | 23       | 88    |
| Giorni di nebbia                | 18           | 16           | 18           | 22           | 20          | 16          | 12          | 11          | 17          | 21           | 21           | 18           | 52       | 60       | 39       | 59       | 210   |
| Umidità relativa media (%)      | 69           | 69           | 74           | 80           | 77          | 75          | 71          | 71          | 74          | 74           | 74           | 70           | 69,3     | 77       | 72,3     | 74       | 73,2  |

### Dati climatologici 1961-1990
Secondo i dati medi del trentennio 1961-1990, ancora in uso per l'Organizzazione meteorologica mondiale e definito Climate Normal (CLINO), la temperatura media del mese più freddo, febbraio, si attesta a -4,6 °C, mentre quella del mese più caldo, luglio, è di +10,5 °C. Nel medesimo trentennio, la temperatura minima assoluta ha toccato i -22,2 °C nel gennaio 1981 (media delle minime assolute annue di -17,1 °C), mentre la massima assoluta ha raggiunto i +24,0 °C nel luglio 1983 (media delle massime assolute annue di +20,0 °C). Mediamente si contano annualmente 191,9 giorni di gelo.
La nuvolosità media annua si attesta a 4,4 okta giornalieri, con minimo di 3,4 okta giornalieri in luglio e massimo di 5,4 okta giornalieri ad aprile.
Le precipitazioni medie annue superano i 700 mm, distribuite mediamente in 102 giorni, molto spesso nevose nei mesi più freddi; presentano un picco in autunno e un minimo relativo in inverno inoltrato, ma si presentano comunque molto stabili.
L'umidità relativa media annua fa registrare il valore di 73,3% con minimo di 69% a gennaio e massimo di 82% ad aprile.
L'eliofania assoluta media annua si attesta a 4,9 ore giornaliere, con massimo di 7,4 ore giornaliere a luglio e minimo di 3,5 ore giornaliere a dicembre.
| Monte Cimone (1961-1990)                             | Mesi         | Mesi         | Mesi         | Mesi         | Mesi        | Mesi        | Mesi        | Mesi        | Mesi        | Mesi             | Mesi         | Mesi         | Stagioni | Stagioni | Stagioni | Stagioni | Anno   |
| Monte Cimone (1961-1990)                             | Gen          | Feb          | Mar          | Apr          | Mag         | Giu         | Lug         | Ago         | Set         | Ott              | Nov          | Dic          | Inv      | Pri      | Est      | Aut      | Anno   |
| ---------------------------------------------------- | ------------ | ------------ | ------------ | ------------ | ----------- | ----------- | ----------- | ----------- | ----------- | ---------------- | ------------ | ------------ | -------- | -------- | -------- | -------- | ------ |
| T. max. media (°C)                                   | −2,0         | −2,3         | −1,0         | 1,2          | 5,4         | 9,6         | 13,0        | 12,7        | 9,9         | 6,1              | 1,7          | −0,8         | −1,7     | 1,9      | 11,8     | 5,9      | 4,5    |
| T. min. media (°C)                                   | −6,4         | −6,8         | −5,3         | −2,8         | 1,1         | 4,9         | 8,0         | 7,7         | 5,2         | 1,8              | −2,6         | −5,2         | −6,1     | −2,3     | 6,9      | 1,5      | 0,0    |
| T. max. assoluta (°C)                                | 10,0 (1989)  | 11,6 (1990)  | 11,2 (1990)  | 12,5 (1968)  | 16,4 (1967) | 20,8 (1965) | 24,0 (1983) | 22,0 (1971) | 21,2 (1975) | 17,2 (1967,1968) | 13,4 (1979)  | 10,8 (1987)  | 11,6     | 16,4     | 24,0     | 21,2     | 24,0   |
| T. min. assoluta (°C)                                | −22,2 (1981) | −17,6 (1965) | −20,8 (1971) | −12,4 (1970) | −7,6 (1962) | −4,0 (1962) | −1,4 (1970) | −1,3 (1972) | −5,8 (1977) | −11,2 (1973)     | −17,0 (1988) | −19,4 (1973) | −22,2    | −20,8    | −4,0     | −17,0    | −22,2  |
| Giorni di calura (Tmax ≥ 30 °C)                      | 0            | 0            | 0            | 0            | 0           | 0           | 0           | 0           | 0           | 0                | 0            | 0            | 0        | 0        | 0        | 0        | 0      |
| Giorni di gelo (Tmin ≤ 0 °C)                         | 30,1         | 27,2         | 28,8         | 25,2         | 12,6        | 3,2         | 0,3         | 0,3         | 2,8         | 10,8             | 22,7         | 27,9         | 85,2     | 66,6     | 3,8      | 36,3     | 191,9  |
| Nuvolosità (okta al giorno)                          | 4,4          | 4,6          | 4,9          | 5,4          | 5,1         | 4,5         | 3,4         | 3,5         | 4,0         | 4,3              | 4,7          | 4,3          | 4,4      | 5,1      | 3,8      | 4,3      | 4,4    |
| Precipitazioni (mm)                                  | 50,2         | 42,8         | 53,9         | 50,9         | 57,9        | 59,9        | 51,2        | 74,5        | 76,8        | 80,2             | 80,1         | 53,8         | 146,8    | 162,7    | 185,6    | 237,1    | 732,2  |
| Giorni di pioggia                                    | 9            | 7            | 9            | 9            | 10          | 9           | 7           | 8           | 7           | 9                | 10           | 8            | 24       | 28       | 24       | 26       | 102    |
| Umidità relativa media (%)                           | 69           | 70           | 76           | 82           | 78          | 76          | 70          | 72          | 72          | 72               | 72           | 70           | 69,7     | 78,7     | 72,7     | 72       | 73,3   |
| Eliofania assoluta (ore al giorno)                   | 3,8          | 4,1          | 3,9          | 4,2          | 5,0         | 5,8         | 7,4         | 6,9         | 5,5         | 4,7              | 3,6          | 3,5          | 3,8      | 4,4      | 6,7      | 4,6      | 4,9    |
| Radiazione solare globale media (centesimi di MJ/m²) | 500          | 707          | 991          | 1 234        | 1 605       | 1 790       | 1 987       | 1 778       | 1 454       | 974              | 568          | 432          | 1 639    | 3 830    | 5 555    | 2 996    | 14 020 |

### Dati climatologici 1951-1980
In base alle medie climatiche del periodo 1951-1980, la temperatura media del mese più caldo, luglio, si attesta a circa +10,3 °C, mentre la temperatura media del mese più freddo, febbraio, fa registrare il valore di quasi -4,9 °C. Nel trentennio esaminato, la temperatura massima più elevata di +23,4 °C risale al luglio 1968, mentre la temperatura minima più bassa di -21,8 °C fu registrata nel febbraio 1956. Mediamente si contano annualmente 194,6 giorni di gelo.
Le precipitazioni medie annue si attestano a 778,5 mm, mediamente distribuite in 123 giorni di pioggia, con minimo relativo in primavera e picco massimo in autunno.
| Monte Cimone (1951-1980)        | Mesi         | Mesi         | Mesi         | Mesi         | Mesi         | Mesi        | Mesi        | Mesi        | Mesi        | Mesi         | Mesi         | Mesi         | Stagioni | Stagioni | Stagioni | Stagioni | Anno  |
| Monte Cimone (1951-1980)        | Gen          | Feb          | Mar          | Apr          | Mag          | Giu         | Lug         | Ago         | Set         | Ott          | Nov          | Dic          | Inv      | Pri      | Est      | Aut      | Anno  |
| ------------------------------- | ------------ | ------------ | ------------ | ------------ | ------------ | ----------- | ----------- | ----------- | ----------- | ------------ | ------------ | ------------ | -------- | -------- | -------- | -------- | ----- |
| T. max. media (°C)              | −2,4         | −2,7         | −1,1         | 1,1          | 5,6          | 9,9         | 12,8        | 12,7        | 9,7         | 5,5          | 1,4          | −0,9         | −2,0     | 1,9      | 11,8     | 5,5      | 4,3   |
| T. min. media (°C)              | −6,8         | −7,0         | −5,6         | −3,0         | 1,1          | 5,0         | 7,7         | 7,6         | 5,0         | 1,1          | −2,8         | −5,3         | −6,4     | −2,5     | 6,8      | 1,1      | −0,2  |
| T. max. assoluta (°C)           | 9,8 (1974)   | 12,0 (1960)  | 10,6 (1967)  | 12,5 (1968)  | 16,4 (1967)  | 20,8 (1965) | 23,4 (1968) | 22,0 (1971) | 21,2 (1975) | 17,2 (1967)  | 13,4 (1979)  | 9,8 (1977)   | 12,0     | 16,4     | 23,4     | 21,2     | 23,4  |
| T. min. assoluta (°C)           | −21,4 (1963) | −21,8 (1956) | −20,8 (1971) | −14,8 (1956) | −10,0 (1957) | −4,0 (1962) | −1,4 (1970) | −1,3 (1972) | −5,8 (1977) | −11,2 (1973) | −15,4 (1973) | −19,4 (1973) | −21,8    | −20,8    | −4,0     | −15,4    | −21,8 |
| Giorni di calura (Tmax ≥ 30 °C) | 0            | 0            | 0            | 0            | 0            | 0           | 0           | 0           | 0           | 0            | 0            | 0            | 0        | 0        | 0        | 0        | 0     |
| Giorni di gelo (Tmin ≤ 0 °C)    | 30,3         | 27,3         | 29,1         | 24,6         | 12,7         | 2,9         | 0,2         | 0,2         | 3,2         | 12,4         | 23,1         | 28,6         | 86,2     | 66,4     | 3,3      | 38,7     | 194,6 |
| Precipitazioni (mm)             | 55,0         | 60,0         | 58,5         | 49,6         | 57,7         | 64,1        | 49,5        | 65,5        | 76,7        | 96,8         | 87,1         | 58,0         | 173,0    | 165,8    | 179,1    | 260,6    | 778,5 |
| Giorni di pioggia               | 10           | 10           | 10           | 11           | 12           | 11          | 8           | 9           | 9           | 11           | 12           | 10           | 30       | 33       | 28       | 32       | 123   |

## Valori estremi

### Temperature estreme mensili dal 1946 ad oggi
Nella tabella sottostante sono riportate le temperature massime e minime assolute mensili, stagionali ed annuali dal 1946 ad oggi, con il relativo anno in cui si queste si sono registrate. La massima assoluta del periodo esaminato di +24,4 °C risale al luglio 1947, mentre la minima assoluta di -22,2 °C è del gennaio 1981 (valore che ha superato il precedente record di -22,0 °C del gennaio 1946).
| Monte Cimone (1946-2023) | Mesi         | Mesi         | Mesi              | Mesi         | Mesi         | Mesi        | Mesi        | Mesi              | Mesi        | Mesi         | Mesi         | Mesi         | Stagioni | Stagioni | Stagioni | Stagioni | Anno  |
| Monte Cimone (1946-2023) | Gen          | Feb          | Mar               | Apr          | Mag          | Giu         | Lug         | Ago               | Set         | Ott          | Nov          | Dic          | Inv      | Pri      | Est      | Aut      | Anno  |
| ------------------------ | ------------ | ------------ | ----------------- | ------------ | ------------ | ----------- | ----------- | ----------------- | ----------- | ------------ | ------------ | ------------ | -------- | -------- | -------- | -------- | ----- |
| T. max. assoluta (°C)    | 11,8 (2022)  | 12,0 (1960)  | 11,2 (1990, 2012) | 15,2 (2024)  | 19,0 (2009)  | 22,0 (2003) | 24,4 (1947) | 24,0 (2013, 2017) | 21,2 (1975) | 17,9 (2023)  | 17,0 (2015)  | 12,6 (2015)  | 12,6     | 19,0     | 24,4     | 21,2     | 24,4  |
| T. min. assoluta (°C)    | −22,2 (1981) | −21,8 (1956) | −21,0 (2005)      | −14,8 (1956) | −10,0 (1957) | −4,6 (1946) | −1,4 (1970) | −1,8 (1995)       | −5,8 (1977) | −11,2 (1973) | −17,0 (1988) | −20,0 (1996) | −22,2    | −21,0    | −4,6     | −17,0    | −22,2 |